# 戀愛完成式
《戀愛完成式》（英語：Present Perfect）是一部2017年的泰國電影，改編自真人真事，描述一名失戀的泰國男孩，隻身前往日本北海道旅遊時，因緣際會下遇到了同樣來自泰國的男孩。故事改編自導演本身的經歷，將2011年完成的短片改編成一部劇情長片，選在2017曼谷國際電影節首映。

## 劇情概要
小拓為撫平因失戀而破碎的心，隻身前往日本北海道東川町旅遊，某天入住隔壁房的帥氣男孩-歐，因不小心將鑰匙留在房裡，只好小拓借用電話打給櫃檯，卻意外發現兩人碰巧都來自泰國。異國遇同鄉，貼心的歐開始熱情邀請小拓一同出遊，兩人逐漸向對方敞開心房。即將結婚的歐，和剛分手的小拓，在這個寧靜優美的地方，慢慢展開的感情正悄悄萌芽…

## 演員陣容
主要角色
| 演員                                    | 飾演角色 | 介紹                                     |
| 阿迪孫塔那瓦尼（Adisorn Tonawanik）     | 小拓     | 主角，因失戀而到日本北海道旅行的攝影師   |
| 基薩納馬若孫提（Kritsana Maroukasonti） | 歐       | 曼谷男孩，在結婚前來一場單身自助旅行     |
| Midori Tamate                           | 由美     | 小拓的日本已婚朋友，在日本時常照顧著小拓 |

## 拍攝場景
- 東川町
- 旭岳
- 旭岳溫泉
- 羽衣瀑布
- 忠別湖
- 廊曼國際機場

## 外部連結
- 互联网电影数据库（IMDb）上《戀愛完成式》的资料（英文）